# Phora livida
Phora livida är en tvåvingeart som först beskrevs av Dufour 1851.  Phora livida ingår i släktet Phora och familjen puckelflugor. Inga underarter finns listade i Catalogue of Life.